# Chen Changxing

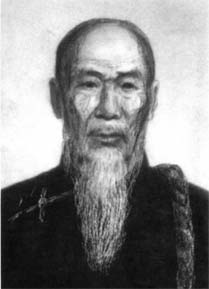
Chen Changxing
(陳長興).

Mestre Chen Changxing (陳長興 ou 陈长兴) (Pinyin: Chén Chángxīng; Wade-Giles: Ch'en Chang-hsing) (1771 - 1853) foi um famoso praticante de artes marciais e  professor de Tai Chi Chuan estilo Chen (陳式太極拳), pertencendo à sexta geração de mestres do estilo da família Chen.
A personalidade de Chen Changxing foi descrita como irreverente. Por sua postura ereta, recebeu o apelido "Sr. Tabuleta Ancestral".
Foi o responsável pela transmissão da prática a Yang Luchan em 1820, o primeiro a aprendê-la sem ser membro da família Chen.
Assim, também está na origem da linhagem do Tai Chi Chuan estilo Yang.
Chen Changxing é um personagem misterioso e controverso. Há muita discussão sobre que estilo da arte marcial realmente ensinou realmente a Yang Luchan.
Alguns estudiosos sugerem que Chen Changxing praticava e ensinava um estilo da arte marcial que não fazia parte da tradição das artes marciais  da família de Chen, que lhe foi passada diretamente ou indiretamente por um mestre de Taijiquan conhecido como Jiang Fa. 
Outra teoria sugere que Chen Changxing estruturou seu próprio estilo a partir seleção e combinação de elementos das rotinas tradicionais da família de Chen. 
Estas duas teorias são algumas das diversas hipóteses que tentam explicar  porque o Taijiquan que os descendentes de Yang Luchan praticam atualmente é substancialmente diferente das rotinas modernas praticadas pela família Chen. Como nenhuma destas teorias pode ser comprovada por documentos, permanece a controvérsia. 
Na "Genealogia da família Chen" é apontado como um instrutor das artes marciais, mas não há indicações sobre o estilo que ensinou.
O Tai Chi Chuan ensinado por Chen Changxing a Yang Luchan, na verdade nada tem a ver com arte marcial, configurando-se como um potente Yoga, tal como expõe de forma explícita o parapsicólogo, psicoterapeuta, pesquisador e prof. de Tao Yoga, Fernando Salvino, praticante e estudioso do Tai Chi Chuan, desde 1997, o qual investigador da consciência humana, especialmente o fenômeno da retrocognição e da lembrança das vidas anteriores. O pesquisador afirma que uma das únicas formas para se resolver o problema do que vem a ser o Tai Chi Chuan é cada um dos praticantes veteranos e experientes, com mais de uma década de práticas dedicadas e que tiveram facilidade inata e rápida em aprender o método, entrarem em retrocognição e lembrarem de suas vidas anteriores na China e resgatarem da memória extracerebral os conhecimentos perdidos e não registrados na história. Com isto é possível lembrarmos do Tai Chi Chuan original, sem distorções e alterações, tal como ensinado por Chen a Yang Luchan. 
O Tai Chi Chuan pode ser definido, inicialmente e superficialmente, como o longo ásana do Tao Yoga, realizado com potência, força e maestria, necessitando anos e anos de prática e estudos para que o praticante possa compreender a essência do método, que está fundamentado nos pressupostos já delineados por Patañjali, no Sutra-Yoga, e aprofundados na China pelo Nei-Dan e pelas contribuições deixadas por Da-Mo, o monge indiano e yogue que levou o conhecimento indiano a China, mais de 2 mil anos atrás.